# Штубляр, Ловро
Ло́вро Шту́бляр (словен. Lovro Štubljar; родился 9 августа 2004 года, Ново-Место, Словения) — словенский футболист, вратарь нидерландского клуба «Гронинген».

## Клубная карьера
Ловро Штубляр является воспитанником «Колпы» из Метлики, где он вырос, а также «Крки» и «Домжале». Свой единственный матч за «жёлтых» сыграл против «Копера».
1 июля 2022 года перешёл в «Эмполи».
15 августа 2025 года перешёл в нидерландский «Гронинген», подписав четырёхлетний контракт до середины 2029 года.

## Карьера в сборной
За сборную Словении до 18 лет сыграл 1 матч против Польши.